# M46 (amas ouvert)
Pour les articles homonymes, voir M46.
M46 (NGC 2437) est un amas ouvert, situé dans la constellation de la Poupe. Il a été découvert par l'astronome français Charles Messier en 1771, trois ans avant la création de son catalogue des objets d'aspect diffus.

## Caractéristiques

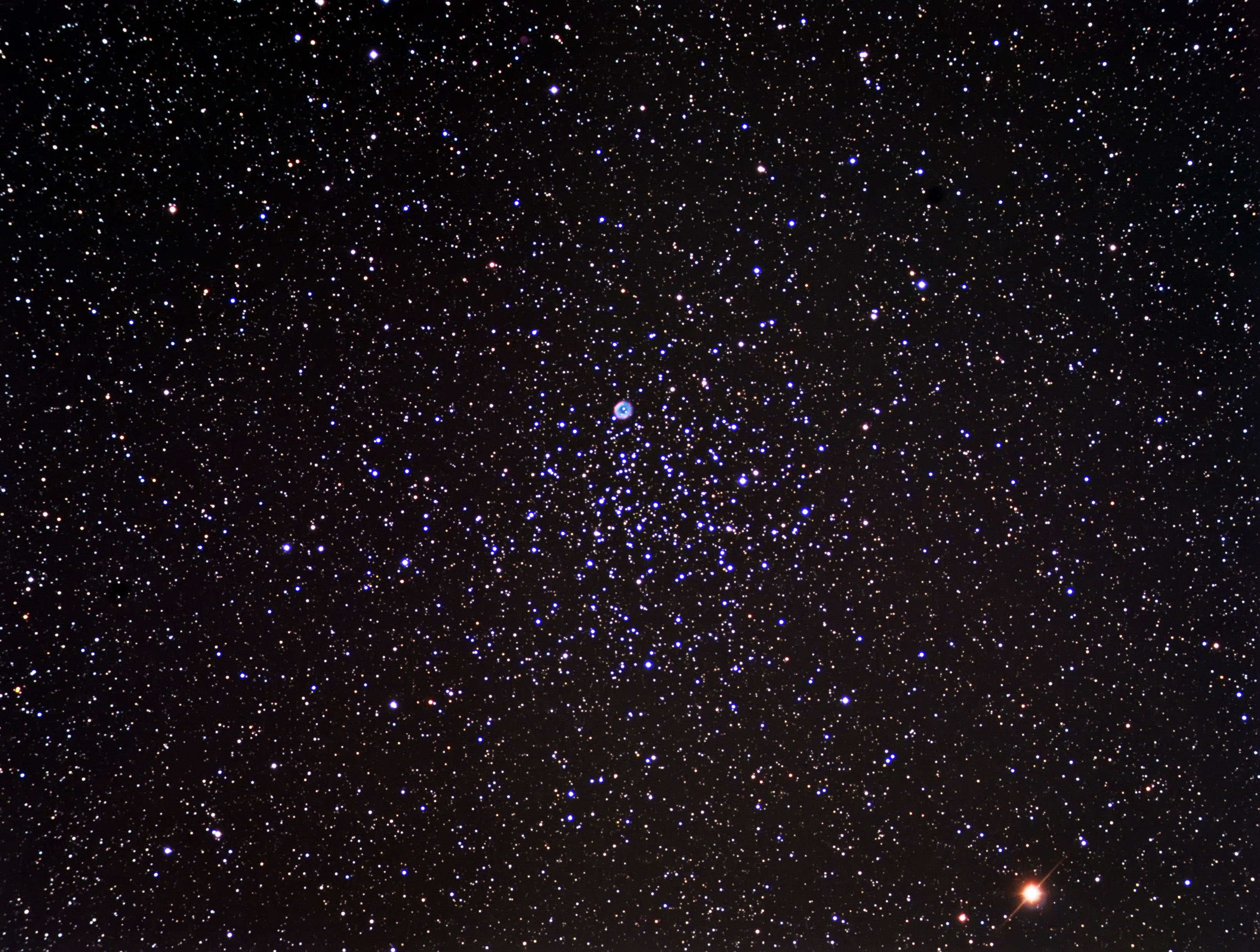
La nébuleuse planétaire NGC 2438 est le cercle bleuté superposé aux étoiles de l'amas M46, mais elle n'en fait pas partie.

L'amas est à environ 1 375 pc (∼4 480 al) du système solaire et les dernières estimations donnent un âge de 245 millions d'années. La taille apparente de l'amas est de 20 minutes d'arc, ce qui, compte tenu de la distance, donne une taille réelle maximale d'environ 26 années-lumière. Sur la sphère céleste, M46 est près de M47, à environ un degré à l'est de ce dernier. On peut d'ailleurs voir simultanément les deux amas avec une paire de jumelle.
Selon la classification des amas ouverts de Robert Trumpler, cet amas renferme entre 50 et 100 étoiles (lettre m) dont la concentration est moyennement faible (III) et dont les magnitudes se répartissent sur un intervalle moyen (le chiffre 2). Il y a cependant beaucoup plus d'étoiles dans cet amas que ne le laisse supposer cette classification, tout près de 600 étoiles.

## M46 et la nébuleuse planétaire NGC 2438
On a longtemps pensé que la nébuleuse planétaire NGC 2438 était un membre de cet amas. C'est assez étonnant vu l'âge des étoiles de l'amas et le temps qu'il faut à une étoile pour atteindre le stade d'évolution d'une géante rouge et pour donner naissance à une nébuleuse planétaire. Une étude publiée en 2008 montre qu'il y a une différence d'environ 30 km/s entre la vitesse moyenne des étoiles de l'amas et la nébuleuse planétaire, ce qui démontre clairement que NGC 2438 ne fait pas partie de l'amas. De plus, NGC 2438 est à environ 3 000 années-lumière et elle apparait superposée à M46 parce qu'elle est dans la même direction.